# محوطه و گورستان مریان و آق‌اولر
محوطه و گورستان مریان و آق‌اولر مربوط به دوران پیش از تاریخ ایران باستان است و در شهرستان طوالش، روستای آق‌اولر و مریان واقع شده و این اثر در تاریخ ۲۲ تیر ۱۳۷۹ با شمارهٔ ثبت ۲۷۴۸ به‌عنوان یکی از آثار ملی ایران به ثبت رسیده است.